# Wellendingen
Wellendingen es un municipio alemán perteneciente al distrito de Rottweil en el estado federado de Baden-Wurtemberg. Junto con el barrio Wilflingen tiene unos 3.003 habitantes.